# ジョン・ライアン (ラグビー選手)
ジョン・ライアン（John Ryan、1988年8月2日 - ）は、ユナイテッド・ラグビー・チャンピオンシップ、マンスターに所属するラグビーユニオン選手。

## プロフィール
- アイルランド・コーク出身。
- ポジションはプロップ(PR)。
- 身長 183cm、体重 120kg
- アイルランド代表キャップは24（2022年12月現在）でラグビーワールドカップ2019のアイルランド代表に選ばれた[1]。
- バーバリアンズに選ばれたことがある。

## 略歴
2011年、マンスターに加入。 
2022年、ワスプスに加入。同年10月、ワスプス破産による活動休止に伴い、マンスターに復帰。
2023年、チーフスに加入。同年、マンスターに復帰。  